# Suburates
Les Suburates, appelés aussi Sibusates/Sibulates par César ou Sybillates par Pline, étaient un peuple aquitain ou proto-basque qui habitait l'actuelle province basque de Soule qui correspond à la vallée du Saison.

## Histoire
Leur nom est à l'origine de celui de la province, Zuberoa ou Xiberua en basque et Subola en latin.
Ils avaient notamment pour voisins les Osquidates et les Tarbelles.